# Катастрофа Boeing 707 в Санта-Крусе
Катастрофа Boeing 707 в Санта-Крусе — крупная авиационная катастрофа, произошедшая в среду 13 октября 1976 года. Грузовой самолёт Boeing 707-131F авиакомпании Lloyd Aéreo Boliviano, выполняя рейс по маршруту Санта-Крус-де-ла-Сьерра—Майами, рухнул на городские улицы через несколько секунд после взлёта. В катастрофе погиб 91 человек — все 3 члена экипажа самолёта и 88 человек на земле (в источниках данные разнятся от 104 до 116 погибших), что делает её крупнейшей в истории Боливии.

## Самолёт

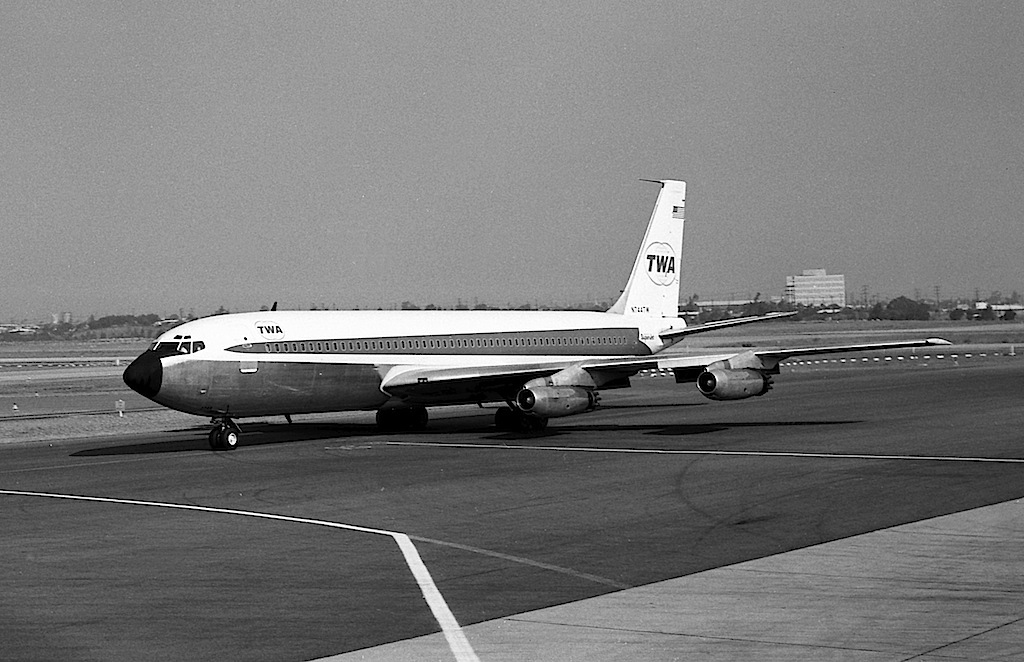
Разбившийся самолёт в 1964 году (в период эксплуатации в TWA)

Boeing 707-131C (заводской номер 17671, серийный 048) был выпущен 30 июня 1959 года, после чего был передан американской авиакомпании Trans World Airlines (TWA), в которую поступил 14 июля и получил бортовой номер N744TW. 25 ноября 1971 года был куплен израильской авиакомпанией Israel Aerospace Industries, которая вскоре переделала его из пассажирского в грузовой (Boeing 707-131F). 4 ноября 1972 года борт N744TW приобрела авиакомпания Phoenix Airways, где после перерегистрации получил новый бортовой номер — HB-IEG. 8 апреля 1975 года новым собственником стала авиакомпания Jet Power, а б/н сменился на N730JP. 25 мая того же года был сдан в лизинг авиакомпании Fragtflug, а 10 июня — колумбийской ARCA Colombia; в последней бортовой номер сменился на HK-1773. В декабре 1975 года вернулся в авиакомпанию Jet Power, а в марте 1976 года под прежним бортовым номером (N730JP) был сдан в лизинг авиакомпании Ryan International Airlines. С 25 мая эксплуатировался авиакомпанией Air-India, но в августе того же года вернулся в Ryan International Airlines, которая в октябре сдала его в сублизинг авиакомпании Rodel Aero (Rodel Enterprises). В тот же месяц был зафрахтован боливийской авиакомпанией Lloyd Aéreo Boliviano для выполнения грузовых рейсов из США в Боливию. Оснащён четырьмя турбореактивными двигателями Pratt & Whitney JT3C-4.

## Экипаж
Состав экипажа борта N730JP был таким:
- Командир воздушного судна (КВС) — Чарльз Болдуин (англ. Charles Baldwin).
- Второй пилот — Ли Марш (англ. Lee Marsh).
- Бортинженер — Лесли Беннет (англ. Leslie Bennett).

## Катастрофа
Boeing 707-131F борт N730JP приземлился в аэропорту Санта-Крус-де-ла-Сьерры примерно в 07:00, выполнив грузовой рейс из Хьюстона (Техас) по доставке в Боливию бурильного оборудования. Пилоты по графику отдыхали на протяжении 5 часов (в том числе 2 часа 45 минут в гостинице), после чего начали подготовку к выполнению обратного порожнего рейса в Майами (Флорида). В 13:30 лайнер занял исполнительный старт в начале ВПП №32 (в некоторых источниках ошибочно указывается ВПП №33), а после получения разрешения в 13:32 начал взлёт в северо-северо-западном направлении. На его борту находились 3 члена экипажа и запас авиатоплива.
После набора взлётной скорости экипаж поднял носовую стойку шасси и перевёл самолёт в набор высоты, но в этот же момент обнаружил, что тот теряет управление. Лайнер оторвался от ВПП и поднялся в воздух всего на 8 метров, когда, пролетев над транспортной развязкой, срезал обоими крыльями столбы освещения, после чего, потеряв скорость, начал терять высоту. Врезавшись в жилые постройки и загоревшись, борт N730JP рухнул на улицу Либертадорес (исп. Libertadores — Освободителей) и снёс угол школы имени Пласидо Молина (исп. Colegio Placido Molina), погибли 2 человека (сторож и его семья); все ученики в этот момент ушли на обед, что позволило избежать колоссальных жертв. Затем, продолжая двигаться, горящий самолёт зацепил автозаправку с колонной ожидающих в очереди автомобилей и в 560 метрах от торца ВПП №32 врезался в стадион «Уильям Бендек» (исп. Estadio William Bendeck), где в это время проходила игра между двумя молодёжными командами, и взорвался.
В катастрофе погибли все три пилота борта N730JP. Также погибли примерно 100 человек на земле, преимущественно дети на стадионе. Поначалу в газетах сообщали о 97 погибших на земле, из которых удалось опознать только 81 (ещё 3 опознанных тела относились к экипажу). Официально же в катастрофе погиб 91 человек — 88 на земле и 3 на борту самолёта, также 82 человека на земле получили ранения. Также встречается цифра в 113 погибших на земле (включая пилотов самолёта). Это была крупнейшая авиакатастрофа в Южной Америке с 1969 года (катастрофа DC-9 в Маракайбо, 155 погибших). Также эта авиакатастрофа в настоящее время (2021 год) остаётся крупнейшей в истории Боливии.
В стране был объявлен трёхдневный траур.

## Расследование
Расследование причин катастрофы проводила боливийская комиссия с участием представителей американского Национального совета по безопасности на транспорте (NTSB). Само расследование осложнялось тем, что установленные в самолёте бортовые самописцы не были заряжены.
Первоначально высказывалась версия об отказе при взлёте одного либо нескольких двигателей, в результате чего произошло падение силы тяги и самолёт не успел набрать необходимую взлётную скорость. Однако проверка обломков двигателей борта N730JP показала, что все 4 двигателя до момента падения на землю работали исправно.
Причиной катастрофы в итоге были названы ошибочные действия экипажа, который попросту не довёл РУДы до необходимого режима. Во многом это было вызвано тем, что пилоты был сильно измотаны, так как заступили на работу в Хьюстоне ещё за сутки до этого, а отдых в боливийской гостинице перед злополучным рейсом составил менее трёх часов (2 часа 45 минут). Также катастрофе способствовало и загрязнение авиатоплива, так как когда в аэропорту Эль-Тромпильо перед вылетом в баки лайнера залили 52 160 литров авиационного керосина, в систему заправки при этом попали 2665 литров обычной водопроводной воды, что дополнительно снижало мощность двигателей.
Существуют также альтернативные версии, что в Санта-Крус-де-Ла-Сьерре в самолёт залили не тот тип авиационного керосина, либо на борту был переизбыток авиатоплива для перевоза контрабанды.